# Guillemette de Sarrebruck

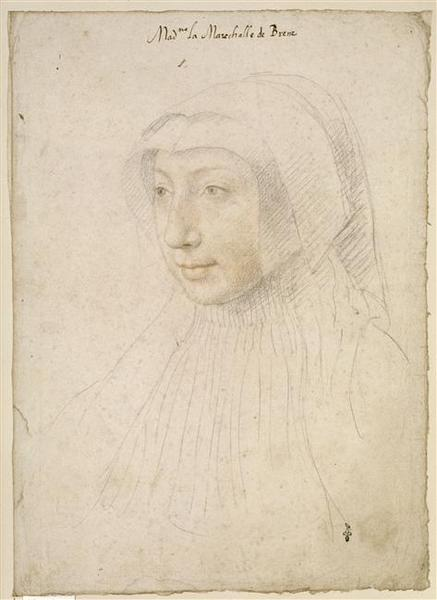
Porträt von Guillemette de Sarrebruck, Madame la Maréchale de Brézé, Jean Clouet, 1537, Collection Catherine de Médicis auf Schloss Chantilly

Guillemette de Sarrebruck (Guillemette von Saarbrücken-Commercy, * um 1490; † 20. September 1571 auf Burg Braine) war Herzogin von Bouillon (uxor nomine), sowie Dame de Braine, Montagu, de Neufchâtel, de Pontarcy de La Ferté-Gaucher de Havrincourt etc. aus eigenem Recht.

## Leben
Guillemette de Sarrebruck war die Tochter von Robert II. de Sarrebruck-Commercy, Graf von Braine, und Roucy, Seigneur de Commercy, und Marie d’Amboise, die wiederum eine Tochter von Charles I. d’Amboise, Herr von Chaumont, Schwester des Marschalls Charles II. d’Amboise und Nichte des Kardinals Georges d’Amboise war. 1527 bekam sie nach dem Tod ihres Bruders Amé III. de Sarrebruck-Commercy († 1525) die Grafschaft Braine (ohne den Grafentitel).
Am 1. April 1510 heiratete sie auf Schloss Vigny Robert III. de La Marck (* 1492/93; † 21. Dezember 1536 in Longjumeau), der 1515 Herr von Château-Thierry wurde, 1526 Marschall von Frankreich (Maréchal de La Marck), 1530 Herr von Châtillon-sur-Marne und 1536 Herr von Sedan, den ältesten Sohn von Robert II. de La Marck, Herr von Sedan († 1536), und Catherine de Croy († 1544). Ihr einziges Kind war
- Robert IV. de La Marck (* 5. Januar 1512 in Sedan; † 4. November 1556 in Guise), 1536 Herr von Sedan, Château-Thierry, Châtillon-sur-Marne, Graf von Braine, 1547 Marschall von Frankreich (Maréchal de Bouillon), 1549 Herr von Raucourt und 1552 Herzog von Bouillon; ⚭ 19. Januar 1538[4] im Louvre Françoise de Brézé, Comtesse de Maulévrier († 14. Oktober 1577), Tochter von Louis de Brézé, Graf von Maulévrier, und Diane de Poitiers, Duchesse de Valentinois et d‘Étampes.

Guillemette de Sarrebruck war Gouvernante der Töchter Franz’ I. (die zwischen 1515 und 1523 geboren wurden), Ehrendame der Königinnen Anne de Bretagne († 1514), Eleonore von Kastilien (1539–1543), Caterina de’ Medici und Maria Stuart (1559–1560).
Sie starb am 20. September 1571 auf Burg Braine und wurde – ebenso wie ihr Ehemann – im Kloster Saint-Yved de Braine bestattet.